# ويليام ك. مكدونالد
ويليام ك. مكدونالد (بالإنجليزية: William C. McDonald)‏ هو محامي وسياسي أمريكي، ولد في 25 يوليو 1858 في الولايات المتحدة، وتوفي في 11 أبريل 1918 في سانتا فيه في الولايات المتحدة. حزبياً، نشط في الحزب الديمقراطي. وقد انتخب حاكم نيومكسيكو ‏ (14 يناير 1912 – 1917).